# Tocht van de Tienduizend

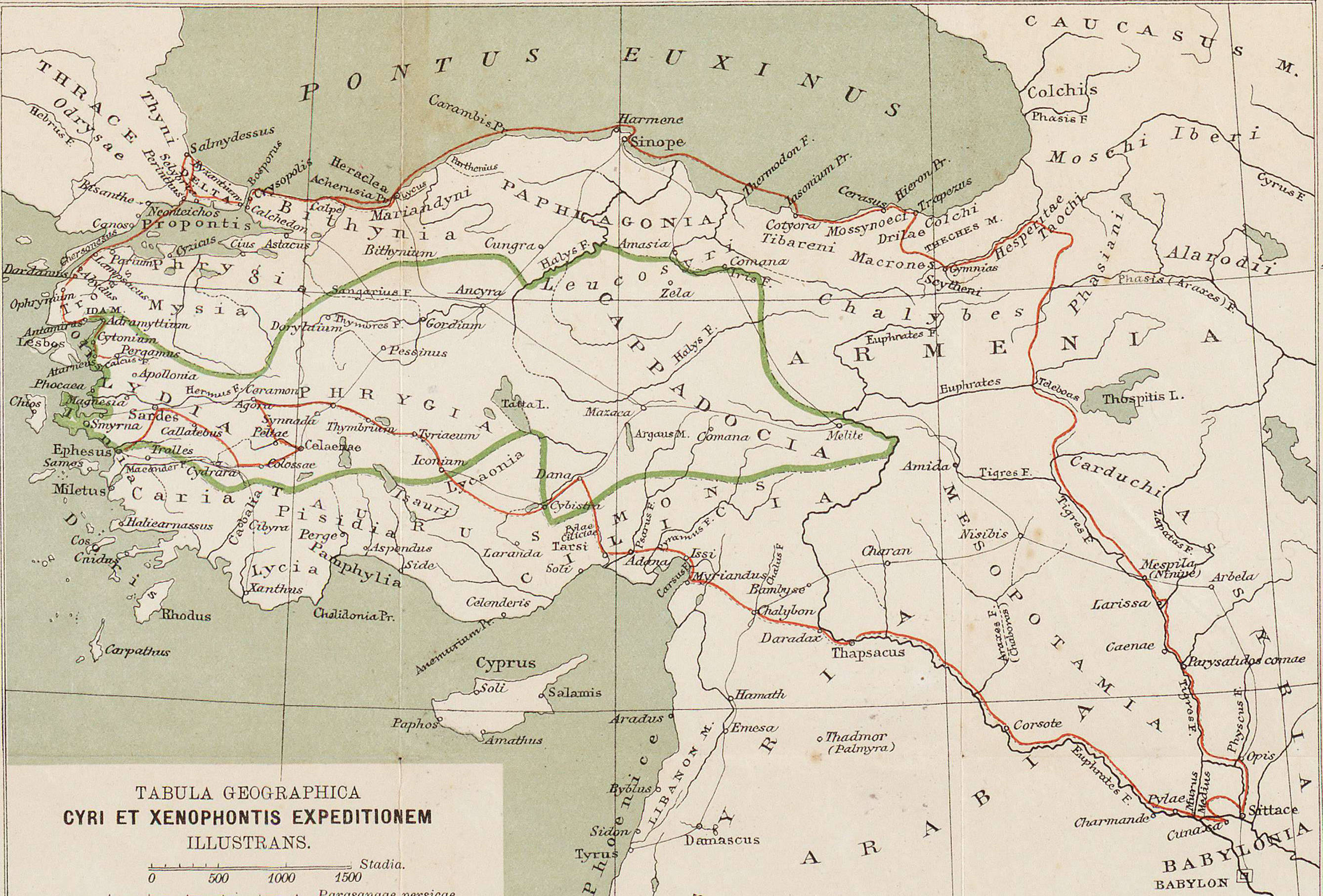
Kaart van de tocht van de Tienduizend door het Perzische Rijk en door Thracië.

De Tocht van de Tienduizend was de tocht die gemaakt werd door ongeveer 10.000 Griekse huursoldaten, vooral hoplieten, ingehuurd door Cyrus de Jongere om zijn broer, Artaxerxes II, van de Perzische troon te stoten.
De Tocht van de Tienduizend begon op 6 maart 401 voor Christus te Sardis, waar de Grieken zich aansloten bij het Achaemenidische leger van Cyrus. De mars bracht de troepen naar Cunaxa, een dorpje dicht bij Babylonië, waar ze bij Cunaxa de strijd aanbonden met Artaxerxes' leger. De Grieken wonnen hun deel van de slag, maar Cyrus sneuvelde, waardoor de Grieken in het midden van een groot rijk zonder leider achterbleven.
De leiding over het huurlingenleger werd overgenomen door de Griekse generaals, maar deze werden opgepakt en geëxecuteerd door de Perzische sjah tijdens de mars. De Grieken marcheerden verder door het bergachtige landschap van Klein-Azië, waar ze erg te lijden hadden onder de voortdurende aanvallen van vijandelijke bergstammen, een tekort aan voedsel en de aanhoudende sneeuw. Toen ze een glimp van de zee zagen, riepen de soldaten de legendarische woorden "Thalassa! Thalassa!" ("Zee! Zee!") uit.
Hierna marcheerden ze naar Thracië, waar ze een korte periode in dienst kwamen van koning Seuthes. Daarna werden ze ingehuurd door de Spartanen om een veldtocht te houden tegen de Perzische satraap Tissaphernes.
Daarmee hield in 399 v.Chr. de Mars van de Tienduizend op, twee jaar nadat ze vertrokken waren. Deze tocht werd beschreven door Xenophon, die na de moord op de generaals een deel van de leiding van het leger op zich had genomen, in zijn Anabasis.
De tocht en de gevechten die hadden plaatsgevonden toonden aan hoe zwak een hoplietenleger was dat niet ondersteund werd door cavalerie en lichte infanterie. Een halve eeuw later kwamen er echter belangrijke hervormingen onder Philippus II van Macedonië waarna er veel meer cavalerie en grote aantallen lichte troepen werden ingezet.

## Gebruikte bronnen
De voornaamste bron van de Tocht van de Tienduizend is de Anabasis van Xenophon. Aangezien Xenophon zelf deelnam aan deze tocht en een hoge functie innam, zal hij de feiten mogelijk subjectief neergezet hebben. Aangezien Cyrus degene was geweest waarvoor Xenophon werkte, zou hij diens daden altijd positief hebben willen voorstellen. Ook benadrukt Xenophon duidelijk de zwakheid van de Aziatische troepen. Daarom moet deze bron waarschijnlijk met een korreltje zout genomen worden.
Ook Plutarchus geeft een relaas over de oorzaken van dit conflict. Hoewel hij zijn werk vier eeuwen na de gebeurtenis zelf schreef, is hij objectiever dan Xenophon, met name wanneer hij de redenen geeft voor de oorlogsverklaring van Cyrus aan zijn broer Artaxerxes.

## Achtergrond

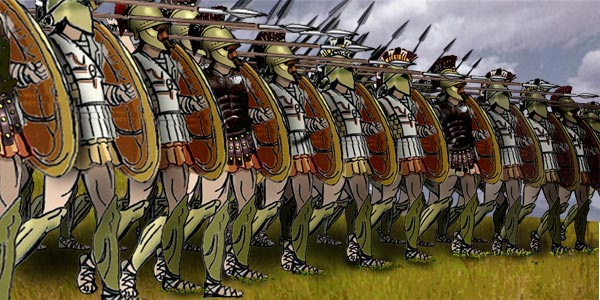
Griekse hoplieten in de befaamde falanx.

Na de dood van de Perzische sjah Darius II werd zijn zoon Artaxerxes de sjah van zijn enorme rijk. Zijn broer Cyrus had van zijn vader daarvoor het bestuur over de belangrijkste satrapieën in Klein-Azië gekregen, Lydië, Phrygië en Cappadocië, maar was jonger dan Artaxerxes en daarom niet de troonopvolger. Volgens Xenophon probeerde de satraap Tissaphernes Cyrus verdacht te maken bij zijn broer; hij zei Artaxerxes dat zijn broer een staatsgreep aan het voorbereiden was. Artaxerxes nam Cyrus gevangen en wilde hem laten executeren. Hun moeder, Parysatis, kwam echter tussenbeide en zorgde ervoor dat Cyrus werd vrijgelaten en hij kon terugkeren naar zijn satrapieën.
Na zijn terugkeer wilde Cyrus deze vernedering wreken en onafhankelijk worden van het rijk of zelfs het koningschap overnemen. Hij had de steun van zijn moeder, want zij hield volgens Xenophon meer van hem dan van zijn broer. Hij maakte heimelijk een leger klaar, dat hij vooral samenstelde uit Klein-Aziaten. Hij wilde ook Griekse huurlingen in zijn leger hebben, want hun gevechtskracht en ervaring maakte hen een geduchte tegenstander voor de lichtbewapende en onervaren Perzen. Hij deed dit in het allergrootste geheim, want hij wilde niet dat zijn broer zich hierop kon voorbereiden. Hij liet zijn commandanten Griekse hoplieten uit de Peloponnesos rekruteren. Als reden gaf hij op dat dit was omdat Tissaphernes een plan aan het voorbereiden was om hem aan te vallen. Tissaphernes had vroeger de steden in Ionië bestuurd, maar deze waren alle, uitgezonderd Milete, overgelopen naar Cyrus.
Volgens Plutarchus echter rebelleerde Cyrus tegen zijn broer, omdat anderen, die vonden dat Artaxerxes niet bekwaam genoeg was om het grote Perzische Rijk te besturen, hem hiertoe aanzetten. Ze waren van mening dat Cyrus dit wel was, waarna ook andere satrapieën Artaxerxes de oorlog verklaarden, gesteund door Cyrus. Plutarchus geeft ook geen enkele keer een vermelding van de gevangenneming van Cyrus door Artaxerxes. Ook was de operatie volgens Plutarchus geen geheim, waardoor Tissaphernes meteen Artaxerxes kon waarschuwen voor deze dreiging.

## Het leger wordt verzameld
De Spartaanse banneling Klearchos rekruteerde voor Cyrus een leger bij Abydos. Cyrus had hem tienduizend darieken gegeven. Klearchos had vroeger met geld van Cyrus een leger aangeworven om tegen de Thraciërs te vechten. Uit dank hielp hij nu ook Cyrus. Ook verwachtte Cyrus hulp van Aristippos van Thessalië. Hij had hem geholpen door hem een leger te sturen, maar dit leger kon hij terugroepen. Hij gaf een andere Griek, Proxenos van Boeotië, ook de opdracht om zoveel mogelijk soldaten aan te werven en naar hem toe te komen. Hij vroeg ook Sofainetos van Stymphalos en Sokrates van Achaea om zich met zoveel mogelijk troepen bij hem te voegen. Alle drie gingen ze op zijn verzoek in.
Toen Cyrus vond dat het tijd was voor actie, liet hij zowel zijn Aziatische als Griekse troepen naar zich toe komen, nu onder het mom van een expeditie om de Pisidiërs uit zijn gebieden te verdrijven. Klearchos moest met zijn volledige leger naar hem toe komen. Aristippos moest zoveel mogelijk mannen naar hem toe sturen. Xenias van Arkadië, die al in dienst was bij Cyrus, moest ervoor zorgen dat Cyrus' steden voldoende verdedigd waren en dan met de rest van zijn leger naar hem toe komen. Hij gaf allen de opdracht om naar Sardis te komen. Xenias kwam aan met 4.000 hoplieten; Proxenos kwam met 1.500 hoplieten en 500 lichtbewapenden; Sofainetos kwam met 1.000 hoplieten; Sokrates met 500 hoplieten; en Pasion van Megara kwam met 300 hoplieten en 300 peltasten. Tissaphernes wist dat zo'n grote strijdmacht niet diende om tegen de Pisidiërs te vechten en haastte zich naar Artaxerxes om hem te waarschuwen. Die begon ook zijn leger te mobiliseren.

## De opmars

### Begin van de opmars
Op 6 maart 401 voor Christus vertrok Cyrus met zijn troepen uit Sardis. In de eerste drie dagmarsen legde hij een afstand van 120 km af. Hij stak de rivier de Meander over via een schipbrug van zeven schepen. In een dagmars bereikte hij Kolossai, een grote, rijke stad, 45 kilometer verderop. Tijdens de week die hij daar bleef voegde Menon van Pharsalos zich bij hem met 1.000 hoplieten en 500 peltasten. In drie dagmarsen trok Cyrus naar Kelainai, 110 km verder. Cyrus bleef een maand in deze stad. Hier voegde Klearchos zich bij hem met 1.000 hoplieten, 800 Thracische peltasten en 200 Kretenzische boogschutters. Tegelijk met hem arriveerden ook Sosis van Syracuse met 300 hoplieten en Sofainetos van Arkadië met 1.000 hoplieten. Hierna vertrok hij naar Peltai, dat hij in twee dagmarsen bereikte, een afstand van 55 km. Hij bleef er 3 dagen. Van Peltai trok hij in twee dagmarsen naar Keramoon Agora, een afstand van 65 km. Daarna bereikte hij in drie dagmarsen Kaustroupedion, een afstand van 165 km. Hij bleef vijf dagen in deze stad. In Kaustroupedion betaalde Cyrus zijn leger soldij voor vier maanden. Toen legde hij in twee dagmarsen 55 km af naar Thymbrion. Van Thymbrion trok hij in twee dagmarsen naar Tyriaeon, een afstand van 55 km. Hij bleef er drie dagen. Hier voegde Cyrus' grote Aziatische leger zich bij hem. Van Tyriaeon legde hij in drie dagen de 110 km naar Iconium af. Hij bleef drie dagen in deze stad. Van hieruit ging hij in vijf dagen naar Lykaonië, 165 km van hen. De Grieken mochten deze streek plunderen omdat het vijandig gebied was. Hierna trok hij weer verder en bereikte in vier dagen Dana, een stad die 140 km van Lykaonië lag. Ze bleven er drie dagen. Hierna probeerden ze Cilicië binnen te komen. De pas van het gebergte dat ze moesten oversteken (De Cilicische poorten, nu de Gülek-pas) werd echter versperd door de Ciliciër Syennesis met zijn leger. Daarom bleven ze overnachten op een vlakte. De volgende dag was Syennesis echter gevlucht omdat een deel van het leger onder Menon al aan de andere kant van de pas stond. Toen het leger weer afdaalde uit de bergen kwamen de soldaten in een vlakte. Door deze vlakte trokken ze in vier dagen naar Tarsus, dat 140 km van hen af lag.
In deze stad lag het paleis van Syennesis. De inwoners hadden de stad verlaten en Syennesis had zich teruggetrokken in de bergen en een sterke positie bezet. Toen ze aankwamen in Tarsus, bereikte hen het nieuws dat er twee compagnieën van Menon waren gesneuveld. Het was niet echt duidelijk hoe dat was gebeurd. Volgens sommigen van de soldaten waren ze afgemaakt door de Ciliciërs, anderen zeiden dat ze het leger waren kwijtgeraakt, verdwaald waren geraakt en waren omgekomen. Het was wel zeker dat het om honderd man ging. De anderen van Menons leger hadden bij aankomst uit woede het paleis al geplunderd. Cyrus ontbood toen Syennesis, maar die wilde niet naar hem toe gaan, tot zijn echtgenote hem overhaalde. Bij de hieropvolgende ontmoeting gaf Syennesis Cyrus een grote som geld voor zijn leger. Cyrus gaf hem geschenken die dienden als eerbewijzen. Verder deed hij de belofte dat Syennesis' gebied niet meer geplunderd zou worden en dat hij de gevangenen die zijn mannen hadden gemaakt terug zou geven.

### Muiterij
Cyrus bleef drie weken met zijn leger in Tarsus. De soldaten weigerden namelijk verder te gaan, want ze begonnen te vermoeden dat de opmars tegen Artaxerxes gericht was, en ze zeiden dat ze daarvoor niet in dienst waren gekomen. Eerst probeerde Klearchos zijn eigen soldaten te dwingen om verder te gaan, maar ze begonnen hem te bekogelen met stenen. Later riep hij zijn mannen nog eens bijeen en sprak hen toe. Hij zei dat hij Cyrus wel moest helpen omdat Klearchos dankzij diens geschenk de Thraciërs had verslagen. Hij liet hen weten dat hij liever ook niet tegen de sjah wilde optrekken, maar dat hij het verschuldigd was aan Cyrus. Toen de mannen dit gehoord hadden, leken ze erg enthousiast. Niet enkel Klearchos' mannen, maar ook de rest van het leger. Daarna deed hij nog een toespraak, waarin hij zei dat als ze Cyrus zouden verlaten, ze geen loon meer zouden krijgen en ze ook geen voedsel meer hadden. De mannen hadden dus geen keus en moesten wel meegaan, maar Cyrus verhoogde ook hun loon, waardoor het moreel van de soldaten weer op peil gebracht was.

### De opmars gaat verder

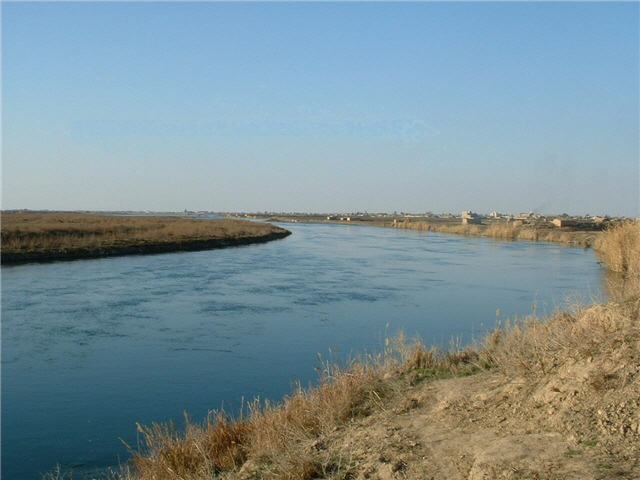
De Eufraat.

Van Tarsus trok Cyrus in twee dagen naar de rivier de Psaros (nu de Seyhan), een afstand van 65 km. Vanaf de Psaros legde hij in een dag de dertig km naar de Pyramos af. Na twee dagen marcheren bereikten ze de 40 km verder gelegen stad Issoi. Hier kreeg het leger versterking van 35 Spartaanse schepen en 25 schepen van de Egyptenaar Tamoos. Met de schepen kwam ook de Spartaan Cheirisofos mee. Hij had 700 hoplieten bij zich. In Issoi bereikten ook 400 Griekse deserteurs uit Artaxerxes' leger Cyrus. Zij sloten zich bij de expeditie tegen de sjah aan. Van Issoi legde hij in een dagmars de dertig km af tot aan de Syrische Poort (de huidige Belen-pas). In een dagmars van 30 km bereikte Cyrus daarna Myriandos. Tijdens de week die hij daar bleef gingen de generaals Xenias en Pasion weg. De algemene opinie was dat ze in hun trots waren gekrenkt omdat enkele van hun troepen waren overgelopen naar Klearchos na diens toespraak. Cyrus sprak toen de soldaten toe en zei dat als hij wilde, hij hen zou kunnen achtervolgen en doden, maar dat hij dit niet zou doen. Hiermee bewees hij aan de soldaten hoe integer hij was en hierna gingen de soldaten met veel enthousiasme verder. In vier dagmarsen legden ze de 110 km af naar de Chalos. Van de rivier trokken ze in vijf dagmarsen van in totaal 165 km naar de bronnen van de Dardas. Nadat hij in drie dagmarsen 80 km afgelegd had, bereikte hij de Eufraat bij de stad Thapsakos. Cyrus bleef er vijf dagen.
Hij ontbood de Griekse generaals en deelde voor de eerste keer openlijk mee dat de tocht daadwerkelijk tegen de Perzische sjah gericht was. Hij vroeg hen dat aan de soldaten bekend te maken en hen te overreden om mee te gaan. De generaals belegden een algemene vergadering waarin ze het nieuws meedeelden. De soldaten waren woedend. Ze zeiden dat de generaals het allang geweten hadden maar het geheim hadden gehouden. Ze weigerden om verder te gaan als ze geen premie kregen. De generaals brachten toen de wensen van de soldaten aan Cyrus over. Hij beloofde toen iedere soldaat vijf mina (500 drachmen) bij aankomst in Babylon, en volledige soldij tot hij ze in Ionië had teruggebracht. Dit vonden de Grieken goed.
Toen stak Cyrus de Eufraat over en het gehele leger volgde hem. Ze konden de rivier gemakkelijk doorwaden, want het water kwam maar tot aan de borst, volgens de bewoners was dit nog nooit het geval geweest. De soldaten zagen hierin een goddelijk ingrijpen: de rivier was voor Cyrus teruggeweken omdat hij sjah wilde worden. Vanuit Thapsakos legde Cyrus in negen dagmarsen 275 km af. Toen bereikten ze de Araxes. Hier lagen er vele dorpen met voorraden en wijn. Ze bleven er drie dagen. Hij vervolgde zijn tocht door Syrië door op de linkeroever van de Eufraat in vijf dagmarsen 200 km door de woestijn te marcheren. Het leger kwam er langs de grote stad Korsote, waar het drie dagen bleef. Na nog dertien dagen door de woestijn te marcheren waarbij de soldaten 500 km aflegden bereikten ze de stad Pylai. Er waren al een groot aantal van de meegevoerde lastdieren door de honger omgekomen. Ook de soldaten kregen een gebrek aan voedsel. Aangezien het tarwe of de gerst hier wel veertigmaal zo duur was als in Griekenland, moesten de soldaten zien te overleven op vlees. Hierna gingen ze verder, Cyrus liet de soldaten zo snel mogelijk marcheren, zodat Artaxerxes nog steeds verrast zou zijn bij zijn aankomst.
Bij hun tocht door de woestijn kwamen de soldaten bij Charmande. Ze gingen deze stad binnen om zich opnieuw te bevoorraden. Bij deze stad kregen de soldaten van Menon en Klearchos ruzie. Klearchos besliste dat de aanstoker van de ruzie een van Menons mannen was en liet hem geselen. Deze ging terug naar zijn kamp en vertelde het aan zijn medesoldaten. Zij waren woedend. Toen een van Menons soldaten Klearchos eens zag voorbijrijden gooide hij zijn bijl, waarmee hij hout aan het hakken was, naar diens hoofd. De bijl miste, maar andere soldaten begonnen ook allerlei projectielen naar hem te werpen. Klearchos vluchtte naar zijn kamp en liet zijn eigen soldaten aantreden. Hij trok ermee op tegen de soldaten van Menon, die erg schrokken, en zich snel haastten naar hun wapens. Toen naderde Proxenos echter, samen met zijn hoplieten. Hij liet zijn troepen marcheren tussen de twee partijen en vroeg Klearchos om hiermee op te houden, maar die werd woedend omdat Proxenos het zo licht opnam dat hij bijna gedood was. Op dat ogenblik kwam ook Cyrus erbij. Hij reed ook tussen beide partijen in en sprak hen toe. Hij kon de soldaten weer tot bezinning brengen en ze legden hun wapens weer weg.
Toen ze verder gingen uit Charmande, kwamen er 2.000 vijandelijke ruiters aan, die brand stichtten rond het kamp. In het leger van Cyrus was er een Pers, Orontas, die de reputatie had om een van de grootste militaire experts in Perzië te zijn. Hij werkte Cyrus in het geheim tegen. Orontas deed Cyrus een voorstel: hij vroeg hem 1.000 ruiters om de vijandelijke ruiterij die gesignaleerd was bij hun kamp te verslaan. Dat leek Cyrus een uitstekend plan en hij gaf hem de cavaleristen. Orontas, die wist dat hij nu over de ruiters beschikte, stuurde Artaxerxes een brief waarin hij schreef dat hij naar hem toe zou komen met zoveel mogelijk ruiters. Hij gaf hem aan een boodschapper, maar die gaf hem aan Cyrus door. Cyrus liet hem wegleiden en vermoedelijk is hij ter dood gebracht en ergens begraven.
Hierna trok Cyrus naar Babylonië. In drie dagen legde hij 65 km af. Hij liet zijn troepen inspecteren, want hij dacht dat Artaxerxes de volgende ochtend zou aankomen met zijn troepen. Hij gaf het commando over de Grieken aan Klearchos en Menon. Na de inspectie kwamen er deserteurs aan uit het leger van Artaxerxes, die Cyrus over diens leger informeerden. Hierna trok Cyrus in één dag 20 km verder met zijn volledige leger in slagorde. Die dag leverde de sjah geen slag, maar er waren sporen te zien van zijn leger dat zich had teruggetrokken. Toen liet Cyrus de waarzegger Silanos naar hem toe komen, want die had 10 dagen daarvoor voorspeld dat de sjah in de eerste 10 dagen geen slag zou leveren. Cyrus had gezegd: "Als dat waar is, dan geef ik u 10 talenten." (Zestig keer het jaarsalaris van een generaal.) Cyrus dacht nu dat de sjah helemaal geen slag meer zou leveren met hem. Daarom nam Cyrus de volgende dag minder voorzorgen voor een eventuele aanval. Het leger marcheerde zonder orde en de soldaten droegen hun uitrusting niet zelf, maar lieten het meevoeren met de lastdieren. Dit was zo tot de Pers Pategyas verscheen, die meldde dat de sjah in aantocht was.

## De slag bij Cunaxa

### De opstellingen

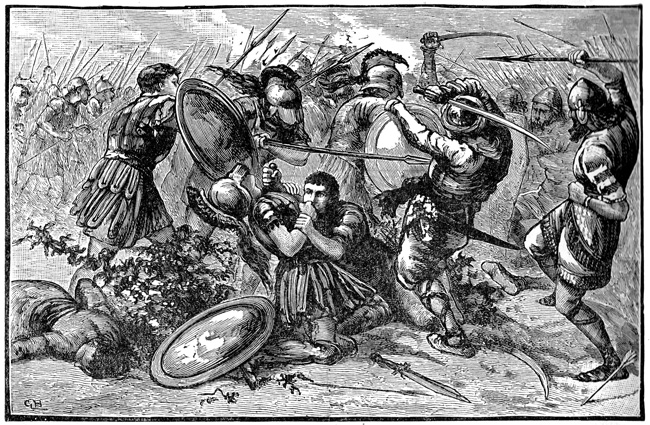
Een tekening van de slag bij Cunaxa.

De soldaten waren in verwarring. Ze dachten dat de sjah hen onmiddellijk zou aanvallen, nu ze nog niet voorbereid waren. Alle troepen stelden zich zo snel mogelijk op. De Grieken stonden op de rechtervleugel met nog 1.000 Aziatische ruiters naast hen. Op de linkerflank stond de rest van het leger. In het midden stond Cyrus met zijn eigen persoonlijke ruiterij van 600 man. De wanorde in het begin bleek te voorbarig te zijn: het vijandelijke leger daagde niet op tot in de middag. Op de linkerflank van Artaxerxes' leger stonden cavaleristen onder leiding van Tissaphernes, ernaast stond de lichte infanterie en daarnaast hoplieten, daarnaast stonden weer ruiters en boogschutters. Voor de troepen reden de sikkelwagens.
Volgens Xenophon waren dit de commandanten en de samenstelling van de Tienduizend:
| Leider                           | Aantallen                                           |
| -------------------------------- | --------------------------------------------------- |
| Xenias van Arcadië               | 4.000 hoplieten                                     |
| Proxenos van Boeotië             | 1.500 hoplieten en 500 man lichte infanterie        |
| Sophainetos van Stymphalos       | 1.000                                               |
| Sokrates van Achaea              | 500 hoplieten                                       |
| Pasion van Megara                | 300 hoplieten en 300 peltasten                      |
| Klearchos van Sparta             | 1.000 hoplieten, 800 peltasten en 200 boogschutters |
| Sosis van Syracuse               | 300 hoplieten                                       |
| Cheirosophos van Sparta          | 700 hoplieten                                       |
| Menon van Pharsalos              | 1.000 hoplieten en 500 peltasten                    |
| Deserteurs van Artaxerxes' leger | 400 Grieken                                         |
| Totaal                           | 10.700 hoplieten en 2.300 lichtbewapenden           |

### De slag
De slag vond plaats op 3 september 401 voor Christus. De legers rukten gelijkmatig op. Toen ze nog 700 meter van elkaar verwijderd waren, begonnen de Grieken te rennen naar hun vijanden. De Perzen die voor de Grieken waren opgesteld waren geïntimideerd door dit manoeuvre en sloegen op de vlucht. Zo hadden de Grieken hun tegenstanders zeer makkelijk overwonnen. Volgens Xenophon was er zelfs geen enkele Griek gewond geraakt, uitgezonderd één iemand op de linkerflank die door een pijl geraakt was.
Toen Cyrus de overwinning van de Grieken zag, liet hij zich niet tot een achtervolging verleiden. Hij hield zijn troepen bijeen en wachtte af wat Artaxerxes zou doen. Hij wist dat zijn broer zich in het centrum van diens leger bevond. Toen Cyrus Artaxerxes' positie volledig juist kon inschatten, stormde hij er met zijn ruiters op af. Met zijn zeshonderd ruiters kon hij de zesduizend vijandige ruiters op de vlucht drijven. Nu verloren Cyrus' troepen echter hun samenhang, omdat ze zich in de achtervolging stortten. Toen kreeg Cyrus opeens zijn broer in het oog. Hij stormde op hem af. Hij trof hem in de borst, doorboorde zijn pantser en bracht hem zo een verwonding toe. Op het moment dat Cyrus echter toesloeg, trof iemand hem hard onder het oog met een speer. Zo stierf Cyrus dus.
Op het slagveld werden Cyrus' hoofd en rechterhand afgehakt. Artaxerxes dreef de cavalerie van Cyrus op de vlucht en viel hierna zijn broers kamp binnen, en plunderde het. De Grieken waren ondertussen hun verslagen vijanden aan het achtervolgen. Beide partijen dachten dat ze de volledige overwinning hadden behaald. Toen hoorde Artaxerxes dat de Grieken nog niet verslagen waren en hergroepeerde daarom zijn troepen. De Grieken zagen Artaxerxes' leger weer oprukken en daarom draaiden ze zich om. Toen de legers weer dicht bij elkaar waren, hieven de Grieken opnieuw hun strijdkreet aan en vielen opnieuw aan. De Perzen sloegen opnieuw op de vlucht en de Grieken achtervolgden hen tot in Cunaxa. Ze hadden nu de vijandelijke infanterie verslagen maar ze zagen de cavalerie op een heuvel staan. Toen de Grieken ook daarop afgingen, trok de sjah zich terug. Ongeveer op dat moment ging de zon onder. De Grieken bleven staan en rustten uit. De Grieken vonden Cyrus nergens en wisten niet dat hij gesneuveld was maar dachten dat hij de vijandelijke troepen achtervolgde. De Grieken keerden daarna terug naar hun kamp. Ze vonden het kamp geplunderd en ze hadden niets te eten of te drinken.

### Onderhandelingen
Toen de dag aanbrak kwamen de generaals bijeen. Ze vonden het vreemd dat Cyrus zich niet liet zien of niemand stuurde met richtlijnen over wat ze nu moesten doen. Toen de zon onderging hoorden ze dat Cyrus dood was en dat Ariaios, een commandant van Cyrus, gevlucht was. De volgende dag kwamen gezanten van de sjah en van Tissaphernes. Ze vroegen hen om, nu Cyrus dood was en Artaxerxes de overwinnaar was, zich over te geven en hun wapens in te leveren. Klearchos zei echter, omdat de Grieken 'hun' slag hadden gewonnen: "Overwinnaars leveren geen wapens in." Bijna alle Grieken deelden die mening met hem, maar sommigen dachten dat ze ook de sjah van nut konden zijn en bij hem in dienst konden gaan. Maar te veel Grieken dachten als Klearchos en daarom hielden ze hun wapens bij zich. De gezanten zeiden dat er wapenstilstand was, zolang de Grieken in hun kamp zouden blijven. Later kregen ze een bericht van Ariaios, waarin stond dat ze zich bij hem moesten voegen, zodat ze samen konden weggaan.
Rond middernacht arriveerden de Grieken bij Ariaios en zijn leger. De Grieken bespraken met hem langs welke weg ze moesten gaan. Hij zei hen dat ze de weg die ze gegaan waren niet konden terugnemen, omdat ze er zouden omkomen van honger en dorst, aangezien alle voedselvoorraden daar al opgebruikt waren. Daarom stelde hij een alternatieve weg voor. Hij zei hen dat ze de eerste dagen zo ver mogelijk moesten marcheren om de afstand tussen hen en de sjah zo groot mogelijk te maken, voor in het geval dat deze zich zou bedenken en hen alsnog zou aanvallen.
De volgende dag kwamen er nieuwe gezanten van Artaxerxes. Ze waren blijkbaar geïntimideerd geraakt door de Grieken, want in plaats van over overgave te praten, praatten ze nu over de wapenstilstand. De Grieken mochten van de sjah voldoende levensmiddelen halen om te overleven. De Grieken gingen hiermee akkoord.
Hierna kwam Tissaphernes met de definitieve voorwaarden. De Perzen zouden zorgen voor een veilige doortocht naar Griekenland. De Grieken mochten altijd voedsel kopen of, als dat niet lukte, afromen van het land waarin ze zich bevonden. Ze zouden begeleid worden door de Perzische satraap zelf.

## De terugtocht

### Het begin van de terugtocht
Ze begonnen de terugtocht onder leiding van Tissaphernes. Ook Ariaios vertrok samen met hen, aan het hoofd van Cyrus' Aziatische troepen. De Grieken marcheerden wel telkens op 5 km afstand van de Perzen en legden hun kampen op een even grote afstand van elkaar aan. Beide partijen volgden elkaars bewegingen nauwlettend, alsof het vijanden waren. Na drie dagen kwamen ze aan bij de Medische Muur. Ze passeerden de muur in oostelijke richting en legden in de volgende twee dagen 40 km af. De Grieken legden hun kamp aan bij de stad Sittake, bij de rivier de Tigris. De Perzen sloegen hun kamp aan de andere kant van de rivier op.
Toen kwamen er boodschappers van Ariaios naar de Grieken. Ze zeiden dat Tissaphernes de wapenstilstand zou verbreken en hen zou aanvallen. Hij had een groot leger dicht bij hen gelegerd en zou de brug over de Tigris vernietigen om hen zo de oversteek onmogelijk te maken. Toen zei een jongeman die erbij stond echter dat dat uitgesloten was, want als de Perzen zouden winnen, zou het niet nodig geweest zijn om de brug af te breken, aangezien de Grieken toch al vernietigd zouden zijn. Anderzijds, als de Grieken zouden winnen, zouden de Perzen nergens heen kunnen vluchten. Daarom geloofden ze Ariaios niet en trokken de volgende dag de brug over.
Vanaf de Tigris trokken ze in vier dagen 100 km verder naar de Fyskos. Na tien dagen te marcheren door de woestijn hadden ze 275 km afgelegd. Hier probeerde Klearchos tot een gesprek te komen met Tissaphernes omdat er zo'n vijandige sfeer tussen de twee legers hing. Klearchos bood de Pers aan om als huurlingen bij hen in dienst te gaan, maar die liet hem weten dat hij geen nieuwe troepen nodig had. Toen het gesprek afgelopen was, nodigde Tissaphernes alle Griekse generaals uit om de volgende dag naar hem toe te komen.

### Moord op de generaals

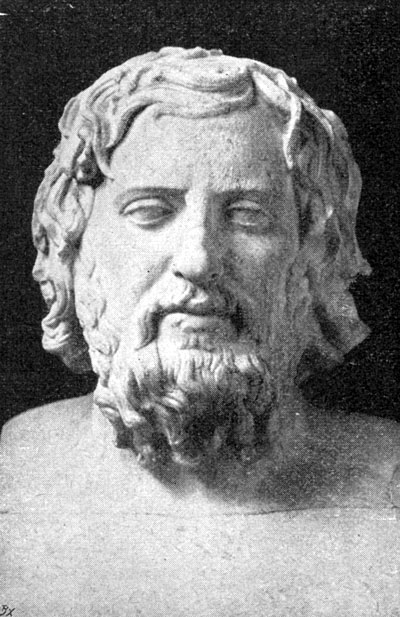
Xenophon.

Toen de generaals aankwamen bij Tissaphernes, klonk er een teken. Alle generaals werden gevangengenomen. Daarna reden er Perzische ruiters door de vlakte, die alle Grieken die ze tegenkwamen doodden. De Grieken bekeken de ruiters met verbazing, ze wisten niet wat er gaande was, tot Nikarchos uit Arcadië aankwam met een wond in zijn buik en zijn ingewanden in zijn handen, die hen vertelde wat er aan de hand was. Meteen renden de Grieken te wapen, en sloegen de Perzische cavalerie af. Ze hoorden dat volgens Ariaios Klearchos de wapenstilstand had verbroken en daarom gevangengenomen was, samen met de andere generaals. Dit was gelogen, en zo wisten de Grieken dat Ariaios hen verraden had. Ondertussen werden de Griekse generaals voor de sjah geleid en onthoofd.
Xenophon, een Athener, kwam met een voorstel bij de Grieken. Hij zei hen dat hij, net als hen, bezorgd was. Maar hij zei hen dat ze het niet zijn beloop mochten laten. Hij zei dat, nu de Perzen het verdrag hadden verbroken, ze hen moesten aanvallen, en niet onderhandelen met de Perzische sjah. Hij zei hen dat ze ook nieuwe generaals moesten kiezen. Iedereen stemde hiermee in. De commandanten die werden gekozen waren Timasion van Dardanos in plaats van Klearchos, Xanthikles van Achaea in plaats van Sokrates, Kleanor van Arcadië voor Agias (mogelijk verward met Sofainetos), Filesios van Achaea voor Menon en Xenophon zelf voor zijn persoonlijke vriend Proxenos. Cheirisofos werd belast met de taak om voor de voorhoede te zorgen en werd zo de belangrijkste generaal in het leger.

### Onder vuur door de Perzen

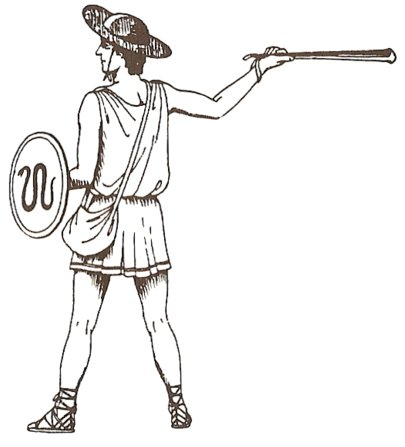
Een Griekse slingeraar. Xenophon stelde zijn Rhodische hoplieten aan als slingeraars wegens hun formidabele bereik.

De volgende dag kwamen ze tot de algemene overeenkomst dat ze terug naar Griekenland moesten gaan. Nadat ze gegeten hadden staken ze de Zapatas over en marcheerden daarna verder. Ze waren nog niet veel verder gevorderd toen ze een eenheid onder Mithridates zagen naderen. Ze waren met 200 ruiters en 400 boogschutters en slingeraars. De lichtbewapende Perzische troepen, die erg beweeglijk waren, begonnen hen te beschieten. Xenophon besloot om een tegenaanval te doen met de hoplieten en peltasten van de achterhoede. Bij hun uitval konden ze echter geen enkele vijand te pakken krijgen. Dit toont al hoe onhandig de Griekse zware infanterie was tegen lichte infanterie, en dat de Grieken sterk gehinderd werden in hun handelen door het feit dat ze nauwelijks geen cavalerie (slechts 40 ruiters) of lichte troepen hadden. Doordat de Grieken bijna de hele dag door moesten vechten vorderden ze die dag slechts 5 km.
Omdat de Perzische boogschutters en slingeraars de Grieken telkens hadden kunnen beschieten zonder dat die iets van schade tegen hen konden doen, liet Xenophon de hoplieten uit Rhodos als slingeraars uitrusten, want de Rhodiërs waren uitstekende slingeraars omdat ze al van jongs af aan dit leerden. Ze zouden dan ook een enorm voordeel hebben tegen de Perzen, aangezien de Rhodiërs wel dubbel zo ver konden schieten als de Perzen, omdat de Perzen stenen zo groot als een vuist als kogels gebruikten, en de Grieken maar kleinere loden kogels. Zo werd er een eenheid van 200 slingeraars gevormd. Verder stelde hij ook de weinige ruiters aan om de lichte Perzische troepen op te jagen.
De volgende dag bleven de Grieken in de dorpen die dicht bij hen lagen, omdat ze hier veiliger waren voor aanvallen. De volgende dag zetten ze de tocht voort, nadat ze vroeger waren opgestaan dan normaal omdat ze een ravijn moesten oversteken en zo een vijandelijke aanval wilden vermijden, omdat die plaats ideaal was hiervoor. Ze waren al aan de overkant van het ravijn toen de Perzen weer verschenen, nu met ongeveer duizend ruiters en 4.000 boogschutters en slingeraars. Toen de Grieken het ravijn ongeveer 2 km achter zich hadden gelaten, staken ook de Perzen over. Toen kregen de slingeraars en ruiters de opdracht om de Perzen aan te vallen. De Perzen wachtten de aanval niet af, maar vluchtten terug naar het ravijn. Op deze vlucht leed de Perzische infanterie zware verliezen. De Grieken verminkten de lijken van de gesneuvelden, om het moreel van hun vijanden te breken.
Na deze nederlaag trokken de Perzen zich terug en de Grieken marcheerden de rest van de dag ongestoord verder. Hierna gingen ze in een dag 30 km verder langs de Tigris. De volgende dag legden ze weer 25 km af. Hier lieten de Perzen zich opnieuw zien. Enkele Perzische troepen namen een positie in achter de Grieken en anderen gingen langs de Griekse flanken. Tot een directe aanval durfden ze echter niet over te gaan. Daarom beval de Perzische commandant zijn troepen om de Grieken te beschieten met projectielen. Maar toen de Rhodische slingeraars opnieuw terug schoten en bijna elke kogel die hun slinger verliet een Pers raakte -"de Perzen stonden zo dicht opeen dat het moeilijk was om mis te schieten"- trokken de Perzen zich al heel snel terug. De rest van de dag was steeds hetzelfde beeld te zien: de Grieken trokken verder, de Perzen volgden. Op het einde van de dag kwamen de Grieken aan in enkele dorpen en bleven daar. De Grieken hadden de kleine schermutselingen telkens duidelijk gewonnen dankzij hun efficiënte gebruik van hun lichte troepen.
Ook de volgende dag bleven de Grieken in de dorpen. De dag daarop vervolgden hij hun tocht door een vlakte, nog steeds op de hielen gezeten door de Perzen. Vijf dagen daarna zagen ze de uitlopers van een gebergte. De Grieken waren blij om de heuvels te zien, want dat is nadeliger voor de cavalerie, het sterkste punt van de Perzen. Maar toen ze de eerste heuvel hadden beklommen en die weer aan het afdalen waren, vielen de Perzen aan. Ze konden van bovenaf, en dus vanaf een voordelige positie, de Grieken beschieten. Een groot aantal Grieken liep verwondingen op. De Perzen kregen de overhand op de Griekse lichtbewapenden en drongen hen terug. Toen de Grieken een tegenaanval probeerden uit te voeren, kostte het door hun zware bewapening grote moeite om de top van de heuvel te bereiken. Dit herhaalde zich telkens bij elke berg, tot de Grieken beslisten om telkens een afdeling peltasten vooruit te sturen om de bergtop al in te nemen. Daarom probeerden de Perzen hier geen aanvallen meer omdat ze bang waren om de Grieken, die zo in het voordeel waren, aan te vallen. Zo trokken de Grieken de rest van de dag verder. Toen ze enkele dorpen bereikten, stelden ze artsen aan, want ze hadden veel gewonden. Ze bleven drie dagen in deze dorpen.
Daarna gingen de Grieken weer verder. Maar toen de Perzen opnieuw kwamen, zagen ze zich gedwongen om weer naar het dichtstbijzijnde dorp te gaan en niet langer vechtend verder te gaan. Toen de Perzen het dorp waar ze verbleven echter aanvielen, konden de Grieken deze aanvallen gemakkelijk afslaan. Toen de Perzen terug waren gekeerd naar hun kamp, gingen de Grieken weer verder. Ze legden 10 km af. Hierdoor kwam er zo'n grote afstand tussen de twee legers dat de Perzen zich de volgende twee dagen niet vertoonden. De dag daarna hadden de Perzen 's nachts verder opgerukt. Ze hadden een bergkam die de vlakte beheerste bezet, waardoor ze de Grieken dus voor grote moeilijkheden zetten. Cheirisofos en Xenophon bevalen hun troepen om zich zo snel mogelijk de berg op te haasten. Toen de Perzen hen zagen aankomen, sloegen ze op de vlucht. Cheirosofos ging hierna met zijn troepen naar enkele dorpen in de vlakte bij de Tigris.
Toen de middag ten einde liep werden de Grieken in de dorpen aangevallen door enkele kleine groepjes Perzen. Ze doodden enkele Grieken die op zoek waren naar voedsel. De Perzen begonnen hierna de dorpen in brand te steken. Sommige Grieken waren hierdoor erg gedemoraliseerd omdat de dorpen hun enige kansen waren geweest om voedsel te vinden. Ondertussen keerden de troepen van Cheirisofos terug. Xenophon sprak de troepen toe en bracht hun moreel weer op peil. Hierna besloten ze om de Tigris over te steken. Dit werd echter onmogelijk gemaakt door de grote groepen Perzische cavalerie die op de andere oever op hen stonden te wachten. Daarom besloten ze om de bergen in te trekken.

### In de bergen
's Nachts werd het bevel gegeven om op te breken. De Grieken gingen weg en bereikten het gebergte toen het licht werd. Cheirisofos ging met zijn troepen voorop en Xenophon vormde met zijn troepen de achterhoede. De Grieken bereikten de top van de eerste berg voor de Perzen iets gemerkt hadden.

#### De Kardouchen
De Kardouchen, de stam die deze bergen bewoonde, zagen de Grieken aankomen en verlieten hun huizen met hun vrouwen en kinderen om de bergen in te vluchten. In de verlaten dorpen lag er overal voedsel en de huizen stonden vol met koperen vaatwerk. De Grieken namen echter niets mee, uitgezonderd het voedsel, want ze konden niet anders. Ook achtervolgden ze de Kardouchen niet. Toen de laatste Grieken de dorpen afdaalden in het donker vielen de Kardouchen echter aan. Ze doodden enkele Grieken en verwondden er ook nog enkele. Toch waren de aanvallers met weinig, want het Griekse leger was onverwachts opgedoken en ze hadden zich niet kunnen voorbereiden. Als er op dat moment meer aanvallers geweest zouden zijn, zouden de Griekse verliezen volgens Xenophon erg zwaar geweest zijn, aangezien de Grieken verrast waren en ook niet bedacht waren op de aanval. Hierna besloten ze om toch de nacht in de dorpen door te brengen. In de bergen om hen heen hielden de Kardouchen contact met elkaar door middel van een groot aantal vuren.
Na het ontbijt zetten de Grieken zich in beweging. Tijdens de tocht werden ze weer geregeld aangevallen door de Kardouchen. De volgende dag was het erg slecht weer, maar omdat ze bijna door hun voedselvoorraden heen waren, zagen de Grieken zich gedwongen om verder te gaan. De vijanden deden opnieuw hevige aanvallen terwijl de Grieken aan het marcheren waren. Doordat de passen nauw waren konden ze gemakkelijk dichtbij komen en de Grieken bekogelen met pijl en boog en slingers omdat de Grieken hen niet konden achtervolgen. Toen de Grieken aankwamen op de plaats waar ze zouden overnachten, vroegen ze de gevangenen die ze hadden kunnen nemen of ze een andere weg kenden. Zij vertelden hen over een andere weg, en Xenophon vroeg aan de soldaten of enkelen zich als vrijwilliger wilden melden om dit pad te gaan.
De volgende dag kregen de vrijwilligers de opdracht om weg te gaan over het pad. Ze moesten de bergtop waar het pad heen leidde bezetten en als ze het signaal kregen bergafwaarts de Kardouchen aanvallen, de andere Grieken zouden hen ook aanvallen. Ongeveer tweeduizend man sterk gingen de vrijwilligers op weg. Het was zwaar aan het regenen. Tegelijkertijd rukte de hoofdmacht van de Grieken op over de hoofdweg. Toen Xenophon en zijn mannen bij een ravijn kwamen, lieten de Kardouchen rotsblokken de helling naar omlaag rollen. Dit maakte het volstrekt onmogelijk om nog verder te gaan. Ze besloten tot de aftocht. De vijanden gingen de hele nacht door met het rollen van stenen.
De vrijwilligers hadden inmiddels hun omtrekkende beweging voltooid en troffen vijandelijke wachtposten aan bij een vuur. Ze doodden er een paar en joegen de rest op de vlucht. Ze bleven ter plaatse, want ze dachten dat dit de bergtop was, tot ze zagen dat er nog een hogere was. Ze brachten hier de nacht door en rukten toen het licht was geworden stil op naar de vijanden. Omdat het mistig was, zag de vijand hen niet. Toen ze hen even later wel zagen, hieven de Grieken hun krijgsgeschreeuw aan en vielen hen aan. De Kardouchen sloegen meteen op de vlucht. Op het horen van het geschreeuw van de Grieken stormde ook Cheirisofos met zijn afdeling de weg omhoog. Intussen rukte Xenophon met de rest van het leger verder op. Hierna werden nog enkele heuveltoppen bezet door de Kardouchen, maar ze werden allemaal snel verjaagd. Het Griekse leger verzamelde zich hierna weer.
Ze brachten de nacht door in enkele dorpen die uitzagen over de vlakte van de rivier de Kentrites. De volgende dag zagen ze echter dat ze deze nog niet konden oversteken, want de andere oever werd bezet door huurlingen die hen wilden beletten om Armenië binnen te trekken. Ze probeerden de rivier toch over te steken, maar dit gaven ze al snel op. Ondertussen zagen de Grieken ook dat de Kardouchen aankwamen om hen in de rug aan te vallen. Daarom bleven ze die nacht nog op de vlakte. De volgende dag probeerden de Grieken nog een keer om de rivier over te steken. Ze liepen door het water, stormden op de vijanden af en hieven hun krijgsgeschreeuw aan. De Armeniërs zagen hen komen en vluchtten. Ondertussen vielen de Kardouchen de achterhoede aan. De Grieken deden echter een snelle charge en joegen hen op de vlucht.

#### Tiribazos
Na de oversteek van de rivier begonnen de troepen hun mars door Armenië. Na enkele marsen bereikten ze de Teleboas, een rivier waaraan veel dorpen lagen. Ze waren nu in West-Armenië. Dit gebied hoorde bij het Perzische Rijk en werd bestuurd door een gouverneur, Tiribazos, die zeer in de gunst stond van Artaxerxes. Deze Tiribazos reed de Grieken met een afdeling ruiterij tegemoet. Hij stuurde een tolk vooruit en liet weten dat hij de commandanten wilde spreken. Tiribazos wilde hen doorlaten en hen geen kwaad doen als de Grieken beloofden om geen huizen in brand te steken en niet meer voedsel te nemen dan ze echt nodig hadden. De Grieken besloten om dit te accepteren. In drie dagen gingen ze 80 km verder, maar ze werden gevolgd door Tiribazos met zijn leger. Ze kwamen aan bij enkele dorpen en besloten om er de nacht door te brengen. Die nacht viel er erg veel sneeuw. De dag erna viel er opnieuw enorm veel sneeuw, die de op de grond liggende wapens en mannen volledig bedekte. De generaals besloten om nog in de dorpen te blijven.
De volgende nacht werd Demokrates uit Temnos met een afdeling soldaten naar een gebergte gezonden waar de soldaten naar eigen zeggen enkele vuren hadden gezien. Toen kwamen ze een Perzische huurling tegen die uit het kamp van Tiribazos kwam en ze namen hem gevangen. Hij vertelde hen dat van zodra ze weer op stap gingen, de Perzische gouverneur hen zou aanvallen. Deze berichten waren voor de generaals de aanleiding om opnieuw met het leger uit te rukken. De gevangene fungeerde als gids, de peltasten gingen aan het leger voorop. Toen ze het vijandelijke legerkamp zagen, stormden ze erop af zonder op de hoplieten te wachten en joegen de vijanden op de vlucht. De volgende dag wilden de generaals weer snel verder trekken voordat Tiribazos zijn leger opnieuw zou verzamelen.

#### Sneeuw
De tocht leidde hen door een verlaten streek. In drie dagen legden ze tachtig km af. Er volgden nog drie dagmarsen door een dikke laag sneeuw over vlak terrein, waarin ze dertig km aflegden. De derde dag was erg zwaar voor de mannen, want er woei een strenge noordenwind, waardoor alles bevroor en mensen verstijfd raakten. In de sneeuw, die bijna twee meter diep was, kwamen veel lastdieren, slaven en ook een dertigtal soldaten om. De volgende dag marcheerden ze ook door de sneeuw. Toen kregen erg veel soldaten last van geeuwhonger (een staat van aanhoudende hongerverschijnselen en volledige uitputting). Xenophon, die in de achterhoede liep, zag verscheidene gevallen mannen op de weg liggen. Iemand met kennis hierover vertelde hem dat dit geeuwhonger was, en dat ze weer zouden kunnen opstaan als ze iets te eten hadden gekregen.
Bij het vallen van de avond bereikten de Grieken een dorp en overnachtten er. Degenen die het dorp nog niet hadden bereikt brachten de nacht buiten door. Hierbij kwamen enkele mannen om. Hierna gingen ze weer verder. Enkele bandieten roofden de lastdieren die niet verder konden. Ook vele soldaten waren achtergebleven door sneeuwblindheid of omdat hun tenen afgevroren waren. Hierna werd hen echter verteld dat ze hun ogen tegen de sneeuw moesten beschermen door ze met iets zwarts te bedekken. Om hun voeten niet te laten bevriezen, moesten ze hun schoenen 's nachts uitdoen. Bij de soldaten die hun schoenen 's nachts aanhielden vroren hun schoenzolen aan hun voet vast en drongen de schoenriemen in hun voeten.
Op de plekken die ze passeerden waren er enkele warme bronnen waardoor de sneeuw er gesmolten was. Enkele soldaten gingen bij deze plaatsen zitten en weigerden om verder te gaan. Toen Xenophon dit zag zei hij hen dat ze moesten voortmaken omdat ze achtervolgd werden door een groot vijandig leger. Er was inderdaad een grote groep vijanden die hen volgde. Het was al donker toen ze de Grieken naderden, twistend over alles wat ze zouden buitmaken. Toen stonden de soldaten van de achterhoede -althans degenen die nog gezond waren- op, om hen onder groot lawaai aan te vallen. Bang geworden stortten de vijanden zich door de sneeuw naar beneden, het dal in. Hierna bereikten ze een dorp waar ze hun kamp bij opsloegen. Ze bleven een week op deze plek.

#### Vijandelijke stammen
Hierna leidde een dorpshoofd van een nabijgelegen dorp hen door de sneeuw. Toen ze drie dagen onderweg waren, werd Cheirisofos boos op hem omdat hij hen nooit naar een dorp bracht om te overnachten. Die nacht ging de man ervandoor. Hierna trokken ze in zes dagen 180 km verder langs de rivier de Fasis. Na nog twee marsen van dertig km stootten ze bij een pas op de plaatselijke bewoners: de Chalybiërs, Taochen en Fasianen. Ze waren de Grieken vijandig gezind en hadden een sterke verdedigende positie ingenomen in een pas. Toen Cheirisofos de vijanden zag, hield hij op een afstand van ongeveer 5 km voor hen halt omdat hij hen niet in colonne wilde naderen. Nadat de achterhoede gearriveerd was, vergaderde hij met de andere generaals. Ze besloten dat Xenophon met enkele troepen een gebergte moest bezetten. De volgende ochtend deed hij dit dan ook met succes. Toen de vijanden dit zagen, bleven ze de hele nacht wakker. Toen het dag werd, rukte Cheirisofos via de hoofdweg op naar de pas. Tegelijkertijd vielen degenen die het gebergte bezet hadden aan. Voordat de troepen op de hoofdweg slaags raakten, waren de Grieken die via de bergen hadden aangevallen al lang aan het vechten. De Grieken wonnen dit gevecht. Ondertussen had ook de hoofdmacht de vijanden bereikt. Deze hadden ondertussen gezien dat ze in de bergen hadden verloren en sloegen daarom op de vlucht. Hierna daalden ze af naar de vlakte, waar ze overnachtten in enkele dorpen.
Ondertussen trok het leger door het land van de Taochen. Ze legden in 5 dagen 150 km af. Ze kregen gebrek aan voedsel, want de Taochen woonden in versterkte plaatsen waarin alle voedselvoorraden opgeslagen waren. Toen het leger opeens een vesting bereikte waar enkele mannen, vrouwen en een massa vee allemaal bijeen waren, en de Grieken erg dringend voedsel nodig hadden, aarzelde Cheirisofos niet en viel aan. Xenophon ging samen met zeventig soldaten naar een plek die begroeid was met bomen en waar ze dus niet gezien konden worden. Ondertussen waren de vijanden begonnen met stenen te gooien naar de Grieken. De Grieken in het bos trokken ondertussen verder op en slaagden erin om de vesting binnen te komen. Toen ze eenmaal waren binnengedrongen, werden er geen stenen meer gegooid. Ze zagen dat de vrouwen hun kinderen vastnamen en ze naar beneden van de muren gooiden. De mannen deden hetzelfde. Door deze massale zelfmoord konden de Grieken bijna geen gevangenen maken. Ze maakten wel veel koeien, ezels en schapen buit.
Van hieruit legden ze in zeven dagen 250 km af door het land van de Chalybiërs. Zij bleven telkens in hun vestingen tot de Grieken hen voorbij waren. Hierna volgden ze hen om strijd te leveren. Omdat ze hun voedsel opgeslagen hadden in de versterkte plaatsen waar ze woonden, konden de Grieken geen voedsel krijgen. Ze moesten zich in leven houden met het vee dat ze buit hadden gemaakt op de Taochen.

#### Thalassa, thalassa!

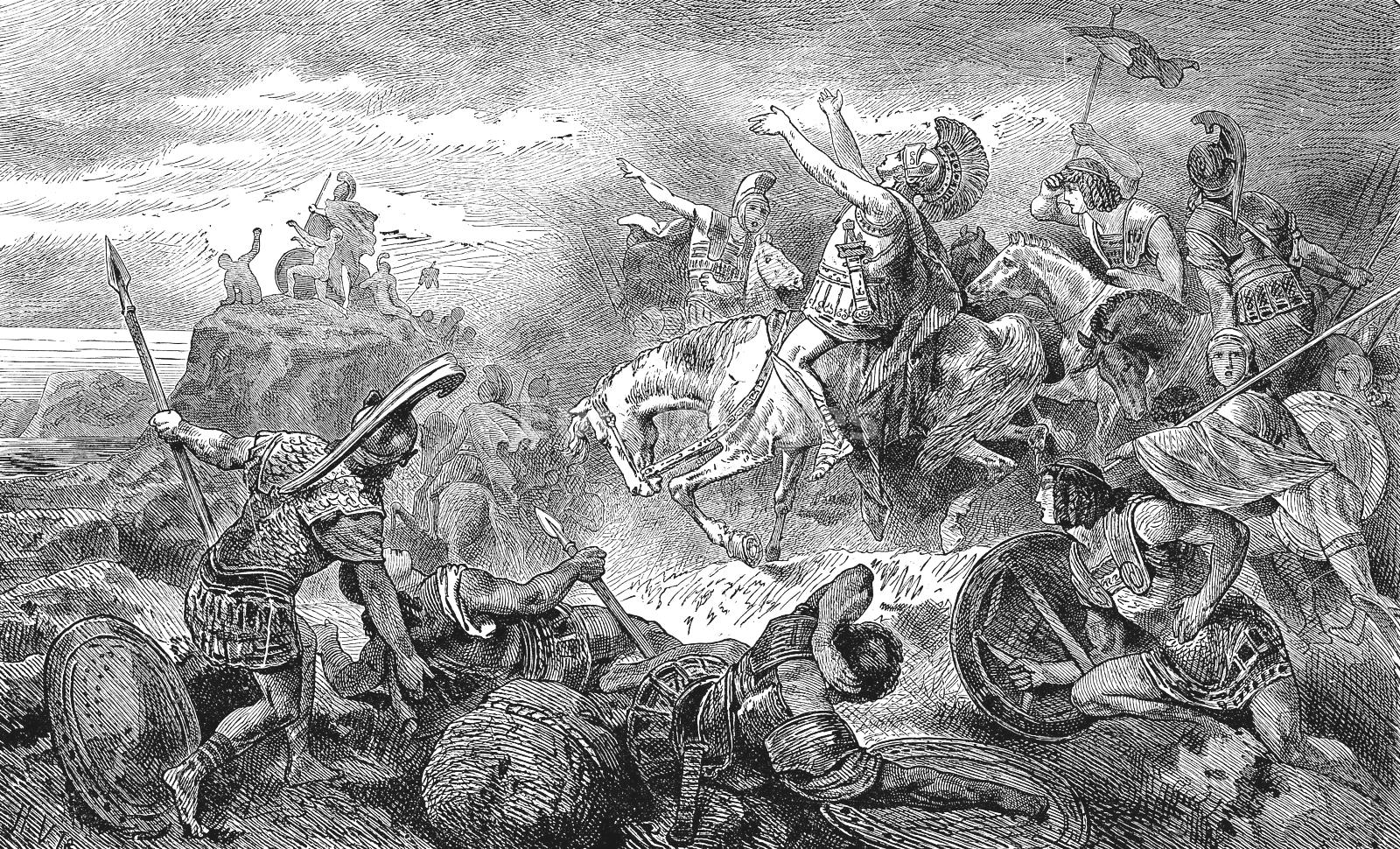
Geromantiseerde afbeelding van het moment waarop de Grieken de zee voor het eerst zien.

De Grieken bereikten toen een rivier van honderd meter breed, de Harpasos. Vervolgens gingen ze verder over vlak terrein door het gebied van de Skythenen. Ze legden in vier dagen 100 km af. In de dorpen die ze toen bereikten, bleven ze drie dagen om voedsel te verzamelen. Daarna legden ze in vier dagen weer 100 km af tot ze Gymnias, een grote, rijke stad, bereikten. De heerser van deze stad stuurde de Grieken een gids om hen te helpen. De gids beloofde hen om hen in vijf dagen naar een plek te brengen waar ze de zee konden zien. Toen de voorste soldaten vijf dagen later de top hadden bereikt van deze berg, begonnen ze luid te schreeuwen. Xenophon en de soldaten van de achterhoede dachten dat ze werden aangevallen. Naarmate de Grieken verder kwamen, begonnen steeds meer mensen te roepen en begonnen naar de top te rennen. Ze hadden de zee gezien en daarom gingen telkens de woorden Thalassa, thalassa! (Zee, zee!) door de gelederen. Toen iedereen op de top was, omhelsden ze elkaar en hun kapiteins, huilend. En plotseling droegen de soldaten stenen aan en maakten een grote stapel. Er bovenop legden ze een hoop huiden, stokken en buitgemaakte schilden. De Grieken gaven de gids geschenken en lieten hem vertrekken. Eerst wees hij hen nog een dorp waar ze hun kamp konden opslaan en de weg die hen verder moest leiden. gebeurde in het jaar 400 voor Christus.

#### De Kolchiërs
In drie dagen legden de Grieken 50 km af door het land van de Makronen. De Grieken sloten een niet-aanvalspact met de stammen. Ze brachten de Grieken in drie dagen naar de Kolchische grens. Daar was een hoog gebergte waar de Kolchiërs stonden opgesteld. Eerst vormden de Grieken een falanx, maar de generaals besloten om eerst te overleggen. Ze besloten om de soldaten in colonnes op te stellen. Het waren ongeveer tachtig compagnieën van elk honderd man. De peltasten en boogschutters werden in drie afdelingen gesplitst. Ze stonden aan de linker- en rechtervleugel en voor het centrum. De soldaten zongen hun krijgslied en zetten zich in beweging. De peltastafdelingen overvleugelden de vijandelijke falanx. Toen de Kolchiërs dit zagen, lieten ze hun flanken naar links en rechts oprukken, waardoor er een groot gat in het centrum van de falanx viel. De peltasten dachten dat ze op de vlucht sloegen en voerden schreeuwend een charge uit. Toen zij begonnen te rennen bleven de Kolchiërs niet meer staan, maar sloegen op de vlucht. De Grieken beklommen het gebergte en legerden zich in enkele dorpen. Er waren op die plaatsen ook veel bijenkorven. De soldaten die aten van de honing, leken dronken te zijn, en degenen die er veel hadden gegeten leken zelfs krankzinnig of stervende. Hierdoor was de stemming gedrukt. Daarvandaan bereikten ze in twee dagen waarin ze 40 km aflegden Trapezous. Ze bleven er ongeveer een maand.

### Langs de Zwarte Zee
Daar vergaderden de Grieken nog eens met elkaar. Cheirisofos stelde voor om met schepen terug te keren naar Griekenland, volgens hem zou hij gemakkelijk aan schepen kunnen raken via de Spartaanse admiraal van de vloot. Dit voorstel vond erg veel steun bij de soldaten. Xenophon zei hierop dat ze tijdens het wachten op de schepen wel nog voedsel moesten voorzien. Hij stelde voor korpsen te vormen om voedsel te roven en stond erop dat niemand alleen mocht rondzwerven. Ze waren immers nog steeds in vijandelijk gebied. Hij zei hen ook dat als er niet genoeg schepen zouden komen, ze er ook op deze plaats konden bemachtigen.

#### Wachten op schepen
Op een gegeven moment begon de afstand die ze moesten afleggen om voedsel te bemachtigen erg groot te worden. Xenophon besloot tegen de Drilen op te trekken om hun voedselvoorraad te plunderen. Hij vertrok met de helft van het leger. Toen de Grieken aankwamen bij de Drilen staken deze alle nederzettingen die moeilijk te verdedigen leken in brand en trokken zich terug. De Grieken konden hier dus niets van voedsel vinden. Ondertussen waren alle Drilen samengestroomd naar één plaats, hun hoofdstad. Na enkele pogingen om de stad in te nemen was het de Grieken nog steeds niet gelukt. Daarom besloten ze om de aftocht te blazen. Toen ze zich terugtrokken, vielen hun vijanden echter aan. Bijna werd de terugtocht een ramp, maar de hoplieten deden een tegenaanval en dreven de Drilen op de vlucht. De Grieken klommen hierna over de muren van de stad en sloegen aan het plunderen. Maar algauw zagen de Grieken dat er nog een versterkte plaats was in de stad en dat hun vijanden nog steeds uitvallen deden. Daarom trokken de Grieken zich opnieuw terug. Toen ze dit zagen, deden de Drilen opnieuw een uitval. Xenophon kwam op het idee om huizen in brand te steken om zo hun vijanden af te leiden. Zo konden ze zich terugtrekken en de levensmiddelen die ze nodig hadden bemachtigen tijdens het plunderen van de stad. Ze moesten echter oppassen voor de terugtocht naar Trapezous omdat ze misschien in hun rug zouden kunnen aangevallen worden. Ook nu probeerden de Grieken met een afleidingsmanoeuvre hun vijanden te snel af te zijn. Ze lieten enkele soldaten achter en hielden zo hun vijanden bezig. Ondertussen kon de rest van het leger wegkomen en bereikten ze veilig Trapezous. Ook de mannen die de Drilen hadden moeten afleiden kwamen terug.

#### Besluit om te vertrekken

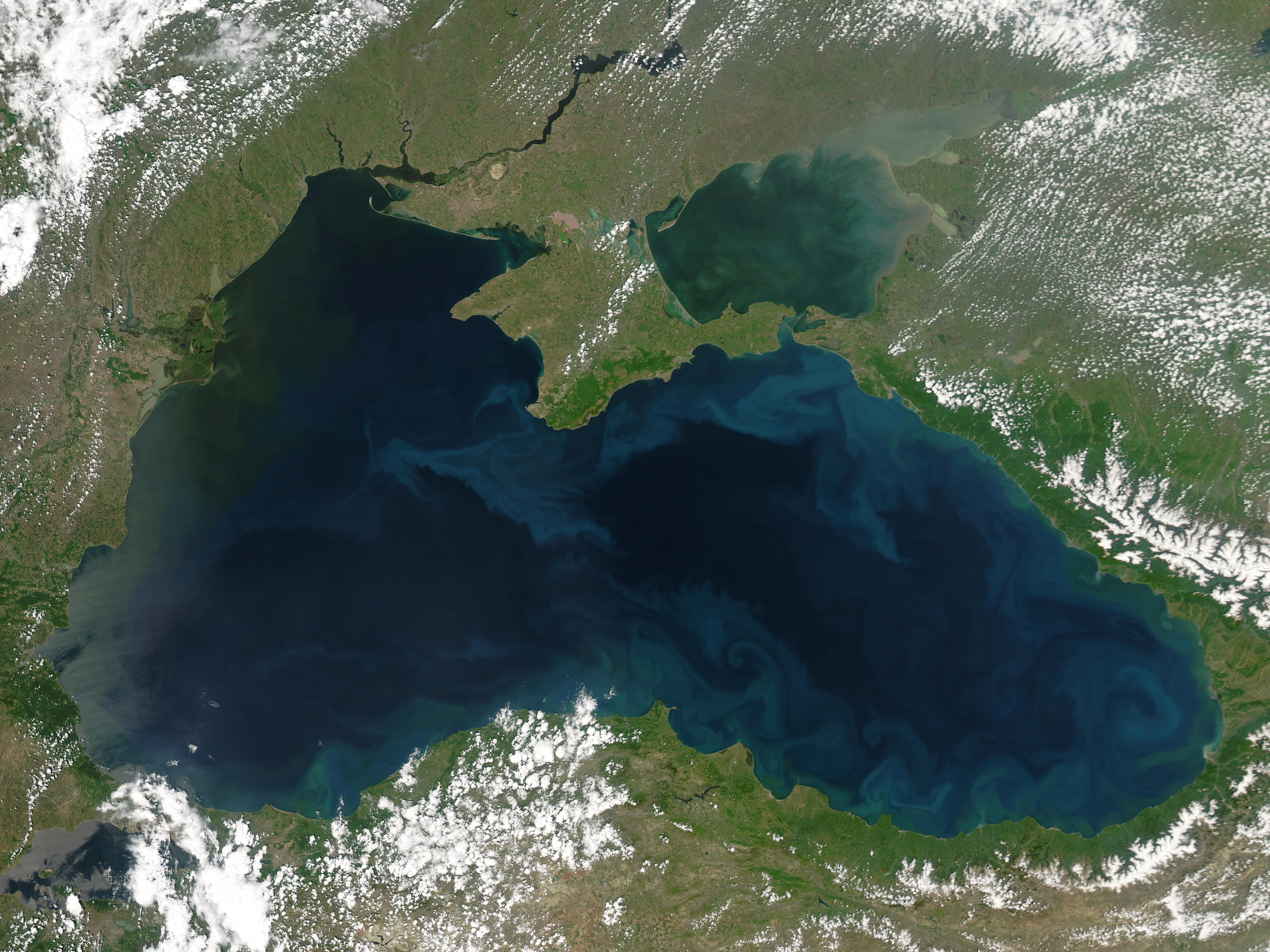
Een satellietbeeld van de Zwarte Zee. De Grieken trokken via de noordelijke kust van het huidige Turkije.

Na al die tijd was Cheirisofos nog steeds niet komen opdagen met de broodnodige schepen. De Grieken konden ook nog altijd geen voedsel bemachtigen. Daarom besloten ze om weer verder te gaan. Enkel de zieken, gewonden, mannen boven de veertig, vrouwen, kinderen en bagage die ze niet meer nodig hadden, werden op de enkele schepen die ze hadden, geladen. De oudste generaals, Filesios en Sofainetos, voeren mee en zorgden voor het goede verloop. De rest moest dus over het land gaan. De schepen bleven wel dicht bij de kust varen om degenen die over het land gingen te vergezellen. Na drie dagen bereikten ze Kerausos. Vanaf deze stad gingen ze weer verder. Ze bereikten zo het gebied van de Mossynoiken. Die vertrouwden erg op hun versterkte forten en wilden de Grieken geen doorgang door hun land verlenen. De Grieken kwamen echter te weten dat deze stam in oorlog was met een andere stam van de Mossynoiken. Daarom sloten ze een bondgenootschap met die laatste. Ze kwamen overeen dat de bevriende stam een inval zou doen vanuit het westen en de Grieken vanuit het oosten. Zo konden ze de overwinning behalen. In het verslagen gebied vonden de Grieken genoeg voedsel om verder te kunnen gaan.

#### Problemen bij de Grieken
De Grieken trokken in acht dagen door het gebied van de Mossynoiken en bereikten het land van de Chalybiërs, een aan de Mossynoiken onderworpen stam. Vervolgens kwamen ze in het gebied van de Tibarenen. Hier was het terrein een stuk vlakker en aan zee lagen steden die nauwelijks versterkt waren. Daarom wilden de generaals deze aanvallen. Maar de waarzeggers in het leger zeiden dat de goden geen oorlog wilden. De Grieken waren erg bijgelovig en besloten om het dan toch uiteindelijk niet te doen. Daarna kwamen ze aan in Kotyora, een kolonie van Sinope. Hier bleven ze anderhalve maand. Ondertussen kwamen er gezanten uit Sinope, die zich zorgen begonnen te maken omdat het leek alsof de Grieken de stad aan het overnemen waren. Toch konden ze tot een overeenkomst komen en waren er geen vijandelijkheden meer.
Toen raakte het gerucht verspreid dat Xenophon de soldaten wilde terug landinwaarts brengen via de Fasis. Dit zat de soldaten erg hoog. Xenophon merkte dat de discipline zoek was en besloot om zo snel mogelijk een vergadering te organiseren. Hier ontkende Xenophon alle beschuldigingen die tegen hem gemaakt waren. Hij hield een toespraak waarin hij ook zei dat er al heel wat misdaden waren gepleegd tijdens hun verblijf in deze steden, maar hij zou hier hard tegen optreden. Daarom steunden alle soldaten hem toen hij zei dat elke overtreding bestraft moest worden.
Zolang ze in Kotyora waren, leefden de Grieken van het voedsel dat ze er kochten of bemachtigden door te plunderen in Paphlagonië. Ondertussen waren de schepen aangekomen. Het waren er genoeg om het volledige leger te vervoeren. Ze gingen aan boord toen ze zeker wisten dat iedereen meekon. Ze voeren dag en nacht met een gunstige wind langs de kust. Ze gingen voor anker in Harmene, een kolonie van Sinope. Hier keerde ook Cheirisofos terug. Ze bleven vijf dagen in de stad. Nu ze Griekenland naderden en ze nog steeds geen echte buit hadden, wilden ze één commandant aanduiden om daar verandering in te brengen. Zo kwamen ze al snel bij Xenophon terecht, maar deze wilde niet de leider worden. In plaats daarvan stelde hij voor dat Cheirisofos de leider moest worden, aangezien hij een Spartaan was.

##### Het leger in drieën gesplitst
De volgende dag gingen ze weer verder. Ze voeren weer twee dagen langs de kust. Toen kwamen ze aan bij Heraclea, een kolonie van Megara. Enkele soldaten, vooral de Arcadiërs en Achaeërs in het leger, kwamen toen op het idee dat de generaals geld moesten vragen aan Heraclea om de soldaten te kunnen betalen. Maar de generaals waren hier fel tegen. Ze moesten een Griekse stad, waarmee ze goede relaties hadden, niet dwingen om hen geld te geven. Daarom stuurden de soldaten zelf gezanten naar Heraclea die de stad om geld moesten vragen. De inwoners van de stad vroegen hen om bedenktijd, maar verzamelden daarna onmiddellijk al hun bezittingen binnen de muren van de stad. Omdat het wel duidelijk was dat ze geen geld zouden krijgen, beschuldigden de soldaten de generaals dat ze hen hadden gedwarsboomd.
De Arcadiërs en Achaeërs zeiden toen ook dat het een schande was dat Peloponnesiërs (gedeeltelijk) onder leiding stonden van een Athener (Xenophon). Zij, de Peloponnesiërs, deden het zware werk en anderen plukten daar de vruchten van, zeiden ze. Het was wel zo dat meer dan de helft van het leger uit Peloponnesiërs bestond. Daarom scheidden de Arcadiërs en Achaeërs zich af van het leger. Ze kozen tien generaals uit hun midden. Zo eindigde Cheirisofos' opperbevel, slechts zes of zeven dagen nadat hij verkozen was. Toch wilde Xenophon de tocht verderzetten met Cheirisofos, maar deze laatste werd overgehaald door Neon, een Spartaanse generaal, om alleen te vertrekken. Zo splitste het leger zich dus in drieën: de Arcadiërs en Achaeërs, meer dan 4.500 man, allemaal hoplieten; daarnaast was er nog Cheirisofos, met ongeveer 1.400 hoplieten en 300 peltasten; als laatste was er Xenophon, met ongeveer 1.700 hoplieten en 300 peltasten. De Arcadiërs wisten schepen te verkrijgen van Heraclea en voeren het eerst weg, met het plan om Bithynië onverwachts binnen te vallen en zo veel mogelijk buit te maken. Ze gingen aan land aan de golf van Kalpe, bij de huidige Turkse provincie Kocaeli. Cheirisofos ging via Heraclea over land. Hij trok door het binnenland en kwam aan in Thracië. Xenophon ging ook met schepen en landde ook in Thracië.
De Arcadiërs trokken nadat ze aan land waren gegaan naar de dichtstbijzijnde dorpen, een kleine zes kilometer daarvandaan. Toen het licht werd, rukte elk van de tien generaals tegen een dorp op. Met hun plotselinge aanval konden ze de dorpen gemakkelijk veroveren en veel slaven maken. Maar de inwoners die ontkomen waren, verzamelden zich. Toen ze samengekomen waren, vielen ze de aparte afdelingen aan. Een volledige afdeling werd geheel afgeslacht en daarna bleven er slechts acht man over van een tweede. De andere afdelingen konden zich weer hergroeperen maar hadden ook met de vijanden te maken gekregen. Toen ze deze successen hadden behaald, verzamelden ook de dorpsbewoners zich weer, vol zelfvertrouwen. Ze dachten dat ze de Grieken zonder problemen konden aanvallen, want die hadden geen boogschutters of cavalerie. Daarom renden ze op hen af en gooiden hun speren. Als de hoplieten een tegenaanval deden, ontkwamen ze met gemak. Tot overmaat van ramp voor de Grieken sloten ze ook nog hun watertoevoer af. Ondertussen was Xenophon ook door het binnenland getrokken. Toen kwam het hem ter ore wat er aan het gebeuren was met het andere leger. Xenophon besloot om hen onmiddellijk te gaan helpen. Ze kwamen aan bij de plek waar de Arcadiërs belegerd werden op een heuvel. De peltasten van Xenophon staken ondertussen al het brandbare dat ze konden vinden in brand. Zo leek het of het hele land in brand stond en het Griekse leger enorm was. Toen de avond aanbrak, doofden ze de vuren. Toen het weer ochtend werd en de mannen van Xenophon gegeten hadden, trokken ze weer verder. Ze ontdekten dat de Arcadiërs en hun vijanden al vertrokken waren maar konden wel hun sporen volgen. Toen ze weer bij elkaar kwamen, vroeg Xenophon waarom ze vertrokken waren. De Arcadiërs zeiden dat dit kwam omdat ze dachten dat Xenophon met zijn leger vertrokken was toen hij de vuren doofde, daarom waren ook zij vertrokken.

#### Farnabazos
Die dag sloegen ze hun kamp op op het strand bij de Golf. Deze plaats lag in het Aziatische Thracië. Ze hadden gehoord dat er in de nabijheid dorpen waren waar ze makkelijk aan voedsel zouden kunnen komen. Daarom stuurden ze ongeveer 2.000 mannen op weg om hen te bevoorraden. Toen deze mannen echter waren aangekomen in de dorpen, werden ze overvallen door ruiters van de Perzische satraap Farnabazos. Deze ruiters doodden maar liefst 500 mannen. De rest vluchtte het gebergte in. Een van de overlevenden berichtte de gebeurtenissen in het kamp. Toen de Grieken aan het eten waren, werden er ook wachtposten gedood door de plaatselijke Bithyniërs. Daarom bleven ze de volledige nacht gereed om te vechten.
De volgende ochtend vertrokken ze weer uit het kamp. Toen ze al wat gevorderd waren, zagen ze het leger dat door Farnabazos gestuurd was. De Grieken besloten om meteen aan te vallen. De Perzen gingen hen tegemoet, zowel met infanterie als cavalerie, en dreven de peltasten terug. Maar toen de falanx van de hoplieten met flinke snelheid tegen de vijanden opbotste, hielden ze niet meer stand en sloegen ze op de vlucht. De ruiterij van de Grieken, slechts veertig man, achtervolgde hen en probeerde zoveel mogelijk vluchtenden te doden. De rechtervleugel van de Perzen hergroepeerde zich echter op een heuvel. Toen ze dit zagen, vielen de Griekse hoplieten hen nog eens aan. Ook nu hielden de Perzen geen stand en werden op de vlucht gedreven. Ze leden weinig verliezen omdat de Perzische cavalerie hun aftocht dekte. De Grieken braken de achtervolging af en keerden terug naar hun kampen.

### In Thracië

#### Byzantion
Farnabazos begon nu bang te worden dat de Grieken zijn satrapie zouden binnenvallen. Hij stuurde een bericht naar admiraal Anaxibios, met het dringende verzoek om de Grieken te laten oversteken. Zo konden de Grieken dus gemakkelijk oversteken naar Byzantion. Maar de gouverneur van Byzantion wilde niet dat de Grieken er te lang bleven. Xenophon werd geadviseerd dat hij moest vertrekken door te doen alsof hij opnieuw op mars zou gaan. Maar een van de soldaten hoorde dit en vertelde het aan zijn medesoldaten. Ze voelden zich bedrogen en probeerden, nu ze al buiten de stad waren, deze weer binnen te komen. Xenophon zag wat er gebeurde, hij vreesde dat het leger tot plunderen zou overgaan als ze de stad zouden binnenkomen. Toen de Byzantijnen de acties van de soldaten zagen, vluchtten ze allemaal weg. Toen de soldaten Xenophon zagen, zeiden ze tegen hem dat dit zijn kans was om beroemd te worden. Ze zeiden dat hij een stad zou hebben, oorlogsschepen, een groot leger en veel geld. Xenophon zei dat hij dat zou doen, als zij dat wilden. Eerst beval hij het leger om zich weer op te stellen. Ondertussen waren de soldaten ook al een klein beetje gekalmeerd. Toen zei Xenophon dat als ze deze stad zouden innemen, die onder bevel stond van de Spartanen, ze in oorlog zouden zijn met hen, en dat ze hen niet zouden kunnen verslaan. Hij vertelde hen over alle slechte gevolgen die er zouden komen als ze de stad zouden innemen. Hij zei hen dat ze hun wapens moesten neerleggen. Daarna vertrokken ze uit Byzantion.

#### In dienst van Seuthes

Kaart waarop de stammen van Thracië staan. De Thynen woonden in het oosten van Thracië.

Ondertussen vroeg de Thracische vorst Seuthes II de Grieken om bij hem in dienst te komen. Hij had hen nodig om de alleenheerser van Thracië te worden, aangezien hij de macht deelde met Medokos. Hij beloofde dat hij de Grieken goed zou betalen en hen land zou geven. De Grieken accepteerden dit voorstel. Toen de Grieken verzameld waren bij Seuthes legde hij hen zijn plan uit. Hij wilde zijn vijanden verrassen nu deze nog niets afwisten van het gesloten bondgenootschap. Hij wilde optrekken voor zij maatregelen hadden getroffen. De generaals vonden dit een uitstekend idee en vroegen Seuthes om onmiddellijk de leiding op zich te nemen.
Het Griekse en Thracische leger marcheerde 's nachts naar een gebergte. Tegen de middag was Seuthes op de bergen. Hij zei tegen de Grieken dat ze met hem enkele dorpen moesten overvallen waar zijn vijanden zich bevonden. Dit plan lukte zonder veel problemen. Ze maakten ongeveer 1.000 slaven buit. De volgende dag legde Seuthes de dorpen in de as. Hij liet geen enkel huis overeind staan. Zo wilde hij ook de andere stammen angst aanjagen als ze zich niet aan hem onderwierpen. Hij stuurde ene Herakleides om de buit te vergelden om zo de Grieken te kunnen betalen.
Seuthes had zich met de Grieken gelegerd in de vlakte van de Thynen. Deze stam had zijn huizen verlaten en was naar de bergen gevlucht. Er lag een dikke laag sneeuw en het was zo koud dat de wijn in de vaten bevroor. Seuthes liet toen een aantal krijgsgevangenen los en stuurde gezanten naar de Thynen om hen te zeggen dat ze terug mochten keren naar hun huizen als ze zich aan hem onderwierpen. Daarop kwamen de vrouwen, oude mannen en kinderen omlaag. De mannen sloegen hun kampen op aan de voet van het gebergte. Toen Seuthes dit te weten kwam, beval hij Xenophon om hen te schaduwen met de hoplieten. Toen Xenophon de dorpen weer bereikte, sloegen de bewoners weer op de vlucht. Daarna sloeg het gehele leger zijn kamp op in de dorpen om de mannen bij de bergen te weerhouden om voedsel te komen halen. Al na een paar dagen kwamen de Thynen omlaag om met Seuthes over een vredesverdrag te onderhandelen. Ze waren echter enkel gekomen om te spioneren. 's Nachts daalden de Thynen af uit de bergen en deden een aanval. Deze aanval werd echter zonder verliezen afgeslagen. De volgende dag trokken Seuthes en de Grieken de bergen in om de Thynen aan te vallen. Het leger van Seuthes was inmiddels al driemaal zo groot geworden, want enkele stammen van de Odrysen hadden zich bij hem aangesloten. Toen de Thynen vanuit de bergen het enorme aantal hoplieten, peltasten en Thraciërs zagen, smeekten ze Seuthes om vrede. Zo werd ook dit deel van Thracië onderworpen aan Seuthes.
Ze trokken verder naar het gedeelte van Thracië boven Byzantion. Hier verscheen ook Herakleides, die gestuurd was om de buit te vergelden. Hij had echter slechts voor twintig dagen soldij bij zich, ook al had Seuthes soldij voor een volledige maand beloofd. Herakleides vreesde dat hij hierdoor uit de gunst van Seuthes zou raken, daarom deed hij vanaf dan zijn uiterste best om Xenophon zwart te maken bij de Thracische koning. Ondertussen verweten de soldaten Xenophon dat ze geen soldij kregen en begon Seuthes genoeg van hem te krijgen omdat hij constant om de soldij voor zijn soldaten vroeg. Maar Seuthes beloofde hen toen dat hij hen twee maanden soldij zou betalen als ze met hem mee wilden gaan op zijn volgende expeditie. Omdat ze dit wel wilden, trokken ze samen met hem op. Ze konden gemakkelijk nog een deel van Thracië veroveren.

#### Xenophon verlaat de Tienduizend
Toen er twee maanden voorbij waren, kwam het bericht binnen dat de Spartanen besloten hadden om een oorlog te beginnen tegen Tissaphernes, die had geprobeerd om de Ionische kuststeden te onderwerpen. Thibron had hem aangevallen en wilde het Griekse huurlingenleger in zijn dienst krijgen. Seuthes liet de Grieken gaan. Seuthes eiste wel dat de Grieken geen schade mochten aanbrengen aan zijn land, anders zou hij hen als vijanden beschouwen. Maar Xenophon had besloten om naar huis terug te keren. Hij wilde echter niet terugkeren naar Athene, aangezien hij ook al verbannen was. Hij liep over naar de Spartanen en werd een persoonlijke vriend en raadsman van koning Agesilaüs II. Ondertussen was Thibron toegekomen en had het leger onder zijn hoede genomen. Zo kon hij de oorlog tegen Tissaphernes en Farnabazos beginnen, zo waren de Grieken teruggekeerd naar landen onder Grieks gezag in 399 voor Christus.
In 394 v.Chr. werden de rest van de huurlingen van de Tienduizend ook gebruikt door koning Agesilaüs II van Sparta tijdens de Korinthische Oorlog, waar ze in de slag bij Coronea een Thebaans leger versloegen. Deze veldslag was erg belangrijk in deze oorlog, die uiteindelijk door Sparta gewonnen werd.

## Historisch belang
Tijdens de gevechten werd maar al te duidelijk hoe kwetsbaar een leger was dat enkel uit hoplieten bestond. Het was erg belangrijk gebleken om peltasten en cavalerie in het leger te hebben. Zonder cavalerie konden de Grieken verslagen vijanden niet achtervolgen of hun flanken verdedigen. Toen de Grieken door de bergen moesten marcheren werd het ook duidelijk hoe belangrijk het was om de hoger gelegen plaatsen te beheersen. De slag bij Cunaxa toonde ook dat de Griekse hoplieten gemakkelijk de lichtbewapende Perzische troepen konden verslaan. Dat moedigde mogelijk de Spartanen aan om Farnabazos en Tissaphernes aan te vallen, en Philippus II van Macedonië en zijn zoon Alexander om Perzië binnen te vallen.